# 特羅爾謝爾內塞特岬
71°25′S 1°0′W / 71.417°S 1.000°W
特羅爾謝爾內塞特岬，是南極洲的海岬，位於毛德皇后地的瑪塔公主海岸，處於克里爾維卡灣和尤圖爾斯特勞門冰川之間，挪威製圖師根據探險隊的測量和拍攝的空中照片繪入地圖，現時由南極條約體系管理。